# 金子哲大
金子 哲大（かねこ てつひろ、1988年10月22日 - ）は、埼玉県を登録地としている競輪選手。日本競輪学校第95期生。師匠は飯田威文（競輪学校第67期生）。

## 来歴
埼玉県立大宮工業高等学校を経て、2007年に競輪学校に入校。2008年9月に行われた同校第4回記録会において、同校史上9人目のゴールデンキャップを獲得した。競輪学校における在校競走成績は第40位（6勝）。
2009年1月4日、千葉競輪場でデビューし7着。初勝利は同年1月6日の同場。